# Telecine (Warez)
Der Begriff Telecine (engl. für Filmabtaster) oder kurz TC bezeichnet in der Warez-Szene eine illegal im Internet verbreitete Kopie eines Kinofilms, die mittels eines professionellen Filmabtasters direkt vom Filmträger gerippt, also abgenommen, wurde. Der Begriff des Verfahrens steht in Abgrenzung einerseits zu Cam-Rip / Telesync, wobei der Film mit einer Videokamera im Kino aufgenommen wird, sowie andererseits zum DVD-Rip, bei dem ein legal erhältliches Leih- oder Kaufvideo als Kopiervorlage benutzt wird.
In Deutschland sind unmittelbar nach dem Kinostart eines Filmes zunächst nur Cam-Rips, Telesyncs und ggf. Telecines im Internet erhältlich, da die Filmindustrie mit der Vermarktung der DVDs nicht gleichzeitig, sondern mit einigen Monaten Verzögerung beginnt. Der Vorteil von Telecines liegt somit in der schnelleren Verfügbarkeit einer höherwertigen Darstellung gegenüber der Alternativen, welche das Bild von der Leinwand abfilmen. Während letztere oftmals verwackelt, verwaschen und flackerig aufgenommen sind, reicht die Qualität eines Telecines fast an die eines Rips von Retail-Medien heran. Das Gesamtbild ist jedoch häufig durch die geringe Beleuchtung beim Abtastungsprozess zu dunkel oder weist Farbverfälschungen auf.
Technisch gesehen sind Telecines schwerer herzustellen: ein Filmabtaster ist ein teures Studiogerät, welches nur selten im Hobbybereich anzutreffen ist; ferner ist physischer Zugang zum Filmmaterial vonnöten, d. h., es muss z. B. von einem Kinomitarbeiter ausgeliehen oder angefertigt werden. Aus diesen Gründen geraten nur wenige Filme als Telecine in Umlauf. Obendrein macht der steigende Grad der Digitalisierung in der Branche diese Technik zunehmend überflüssig.